# 파울루스 만케르

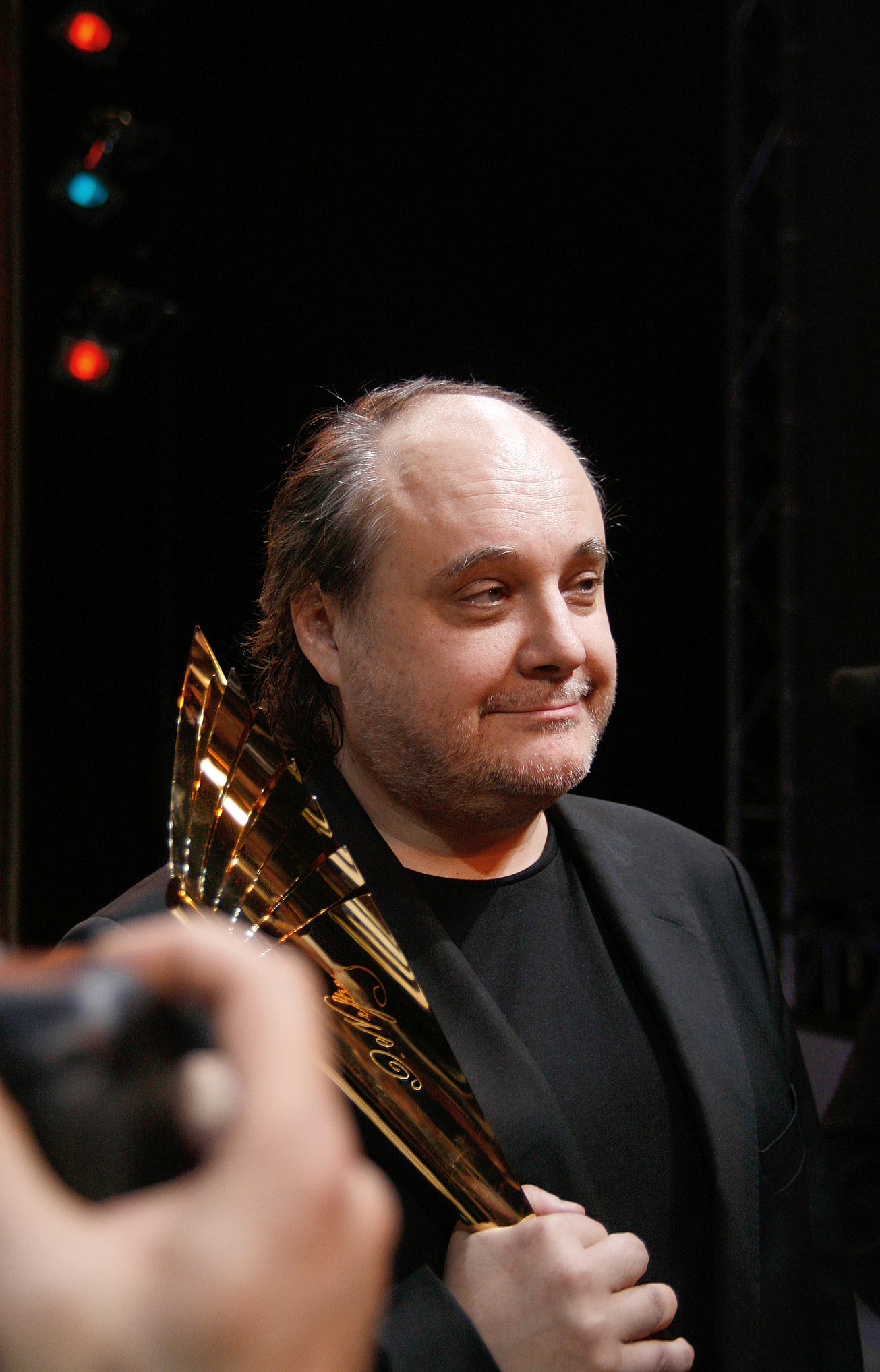

파울루스 만케르(Paulus Manker, 1958년 1월 25일 ~ )는 오스트리아의 영화 감독, 각본가, 배우이다.
빈에서 태어났다.

## 영화
- 어느 미친 사내의 고백 (2015년)
- 앙리 4세 (2010년)
- 1분짜리 모차르트 (2006년)
- 슬러밍 (2006년)
- 미지의 코드 (2000년)
- 브라더 오브 슬립 (1995년) - 오스카 역
- 나의 20세기 (1989년)
- 초대받은 이방인 (1988년)
- Schmutz (1987년)
- 감정의 힘 (1983년)